# Jens Boden
Pour les articles homonymes, voir Boden (homonymie).
Jens Boden, né le 29 août 1978 à Dresde, est un patineur de vitesse allemand.

## Biographie
Aux Jeux olympiques de Salt Lake City 2002, il remporte la médaille de bronze sur 5 000 mètres et termine cinquième au 10 000 mètres. Il met à terme sa carrière sportive en avril 2007.

## Palmarès
| Compétition     | Or | Argent | Bronze         |
| Jeux olympiques |    |        | 2002 (5 000 m) |

## Records personnels
| Distance      | Temps          | Année |
| ------------- | -------------- | ----- |
| 500 mètres    | 39 s 38        | 2002  |
| 1 000 mètres  | 1 min 18 s 20  | 2003  |
| 5 000 mètres  | 6 min 20 s 15  | 2005  |
| 10 000 mètres | 13 min 23 s 43 | 2002  |